# Selskoje poselenieje
De selskoje poselenieje (Russisch: Сельское поселение; "landelijke plaats") is sinds 2005 een gemeentelijke vorm binnen gemeentelijke districten in Rusland. De selskoje poselenieje bevindt zich binnen alle deelgebieden van Rusland en bestaat uit een of meer landelijke plaatsen, die verenigd zijn onder een enkel lokaal zelfbestuur. Dit zelfbestuur kan direct worden verkozen door de bevolking of door andere lokale zelfbestuursorganen. 
Onder selskoje poselenieje kunnen selos, posjoloks, dorpen (derevni), stanitsas, choetoren, kisjlakken, aoelen en andersoortige rurale bewoonde plaatsen (Сельские населенные пункты) vallen. De wettelijke criteria voor het vormen van een selskoje poselenieja zijn; een samenhangend gebied en toegankelijkheid voor voetgangers van het bestuurlijk centrum.
Een selskoje poselenieje kan bestaan uit enkele tientallen plaatsen en heeft maximaal 15.000 tot 20.000 inwoners.
Bij de bestuurlijke hervormingen van 2006 trad daarnaast voor de steden en grotere posjoloks (nederzettingen met stedelijk karakter) de gorodskoje poselenieje ("stedelijke nederzetting") in werking.